# 이상한 계절
《이상한 계절》은 2인조 밴드 못의 2007년 2집 앨범이다.

## 곡 목록
1. 이상한 계절
2. close
3. 11 over 8
4. 시니피에
5. 사랑없이
6. lucky
7. heaven song
8. 서울은 흐림
9. 완전한 세상
10. electric
11. ghost
12. 다섯개의 자루
13. 흐르게 둔다
14. 나는 왜